# Zdeněk Toman
Zdeněk Toman (vlastním jménem Asher Zelig Goldberger; alias Zoltan Thoman, alias Zoltán Toman; alias Zoltan Goldberger; alias Zdeněk Goldberger; alias Zolo Toman; 2. března 1909, Sobrance – 20. prosince 1997, Cabo San Lucas, Mexiko) vykonával v letech 1946 až 1948 funkci sekčního šéfa zahraniční (politické) rozvědky na Ministerstvu vnitra a v poválečném Československu tak patřil mezi několik málo mocných úředníků s velkým vlivem a neomezenými pravomocemi.

## Stručný životopis
Po ukončení středoškolského studia v Užhorodu absolvoval vysokoškolské studium práv na Karlově univerzitě v Praze. Těsně před vypuknutím druhé světové války emigroval s manželkou Pavlou Tomanovou přes Polsko do Velké Británie. Od roku 1941 v londýnském exilu působil na Ministerstvu sociální péče jako repatriační úředník. Již tehdy oplýval kontakty a známostmi sahajícími do vysokých politických a diplomatických míst. S londýnskou exilovou vládou se přesunul Toman do osvobozených Košic, kde zastával funkci vedoucího repatriační komise. Po skončení druhé světové války a osvobození Československa byl (jako skalní komunista) instalován komunistickou stranou v roce 1945 do funkce zástupce přednosty VII. (zpravodajského) odboru Ministerstva vnitra. (Toman byl zástupcem brigádního generála Josefa Bartíka.) Koncem roku 1947 byl jmenován do funkce ministerského rady Ministerstva vnitra. Po Bartíkově odvolání (15. ledna 1946) převzal vedení odboru pro politické (zahraniční) zpravodajství Ministerstva vnitra – stal se sekčním šéfem zahraniční (politické) rozvědky na Ministerstvu vnitra. V letech 1945 až 1948 patřil Toman v poválečném Československu mezi několik málo mocných úředníků s velkým vlivem a neomezenými pravomocemi. Za Tomanovou kariérou stáli v pozadí ministr vnitra Václav Nosek a generální tajemník strany Rudolf Slánský. Zdeněk Toman byl nejen šéf zahraniční rozvědky, ale také kšeftař, spasitel stovek tisíců Židů za úplatu, velký zákulisní hráč, muž mnoha jmen, „šedo–rudá eminence“ získávající nelegálními způsoby peníze na vlastní zahraniční konta a do ilegální pokladny KSČ, která je používala na úhradu svých předvolebních kampaní. Byl také první a významný politický vězeň, jemuž se po Únoru 1948 podařil útěk z vazby a z komunistického Československa jakož i „nastartování“ nového života a nové kariéry na Západě. Valnou část svého života v exilu prožil ve Venezuele, kde podnikal a získal značné jmění. Různým kulturním a vzdělávacím institucím v Izraeli posílal velké finanční příspěvky a dary. Do konce života nenavštívil Československo, a to ani po Sametové revoluci v roce 1989.[zdroj?]

## Podrobný životopis

### Původ a doba studií (1909 až 1934)

Znak KSČ (ilustrační foto)

Zdeněk Toman (vlastním jménem Asher Zelig Goldberger) se narodil do chudé židovské rodiny dne 2. března 1909 v tehdy uherském městě Sobrance na Podkarpatské Rusi jako syn Davida Goldbergera a Rosalie (Rosy) Goldbergerové (rozené Tomanové).
Asher Zelig Goldberger vychodil základní školu ve městě Sobrance a absolvoval středoškolská studia v Užhorodě. Po střední škole odešel do Prahy studovat práva. Na Právnickou fakultu Univerzity Karlovy v Praze nastoupil ve školním roce 1927/1928 a svá vysokoškolská studia dokončil v roce 1933 jako doktor (získal titul doktor práv). Ještě během studia na Karlově univerzitě vstoupil do komunistické strany a v letech 1926 až 1936 pracoval (pod jménem „Vasil“) jako vedoucí propagačního oddělení druhého pražského obvodu Kominterny.

### Léta 1935 až 1939
Po skončení studia se živil na Slovensku jako právník. Dne 26. ledna 1935 se v polské Lodži oženil s Peslou Gutmanovou. V roce 1936 si Toman úředně změnil příjmení a místo Zoltan Goldberger používal Zoltan Thoman.

### Druhá světová válka

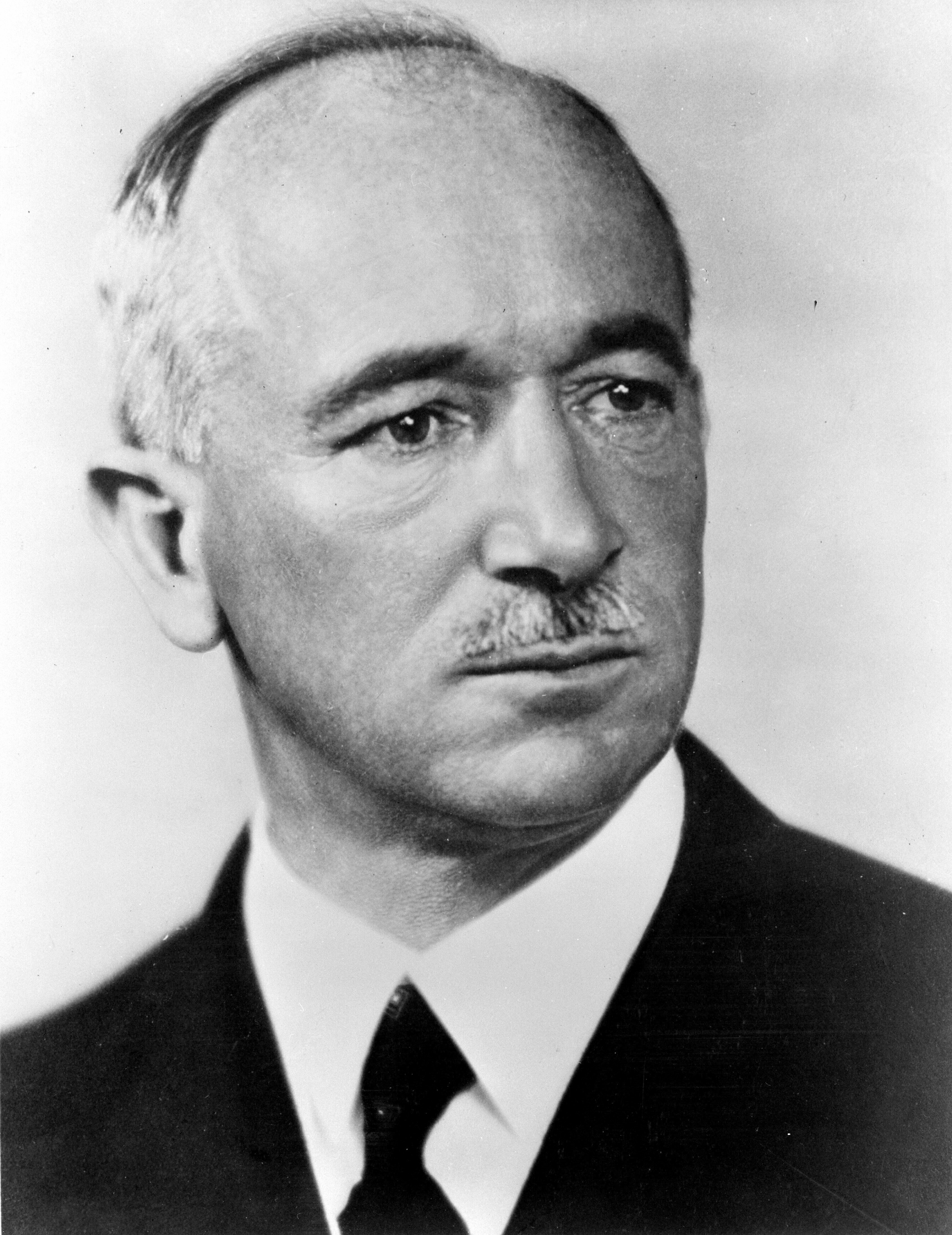
Edvard Beneš (ilustrační foto)

Po německé okupaci Československa (15. března 1939) uprchl v dubnu 1939 i s manželkou přes Krakov (a s pomocí tamního výboru pro československé uprchlíky) do Anglie, kde byl zaměstnán ve vedení firmy „Messrs. Lyons Co.“ Toman byl znám levicovým smýšlením. V Anglii byli s manželkou registrováni u českého fondu pro uprchlíky („Czech Refugies Trust“), který jim vyplácel příspěvek na výživu kvůli tělesnému postižení. V roce 1941 byli Toman i jeho manželka v Anglii považováni za členy Komunistické strany Československa navzdory tomu, že tuto skutečnost Toman popíral a prohlašoval, že jsou podporovateli sociálních demokratů. Od roku 1941 působil Toman na exilovém ministerstvu sociální péče (sociálních věcí) jako repatriační úředník.

### Léta 1945 až 1948
Po skončení druhé světové války se Toman a jeho manželka vrátili do osvobozeného Československa. V Košicích vedl Toman repatriační komisi. Tato instituce vydávala (v rámci tzv. optování) československé dokumenty těm osobám z Podkarpatské Rusi, které se v předválečném sčítání lidu přihlásily ke slovenské nebo české národnosti, a rovněž tak i příslušníkům čs. armádního sboru (tzv. Svobodovy armády). Na Podkarpatské Rusi se nacházel dostatek osob ochotných zaplatit Tomanovi za odchod. Jeho machinace s doklady neunikly pozornosti sovětské NKVD a tak musel Toman část peněz z úplatků přeposílat dále. Později se přestěhoval z Košic do Prahy. Československý ministr vnitra Václav Nosek, člen komunistické strany, zajistil Tomanovi místo zástupce šéfa zahraniční rozvědky (oddělení Z/VIII) na svém ministerstvu. Zhruba v té době si Zoltán změnil jméno na Zdeněk.

### Valuty, cigarety, alkohol

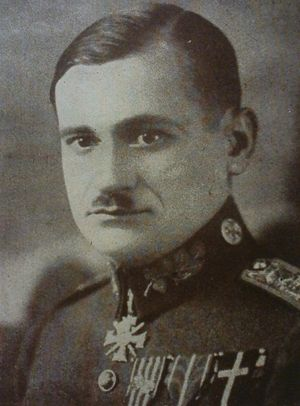
Generál Lev Prchala (ilustrační foto)

Tomanova práce zahrnovala vysílání prověřených a spolehlivých lidí z Československa do ciziny a také jeho vlastní služební výjezdy na Západ. Občas Toman plnil v zahraničí různé úkoly (např. při jednom z výjezdů do Londýna bylo jeho úkolem zkoumat české emigranty (odpadlíky, renegáty) ve skupině kolem generála Lva Prchaly (český národní výbor v Londýně) a reorganizovat české zpravodajce v Anglii.
Tomanovi podřízení vyváželi za hranice Československa šperky, zlato, drahokamy, které v Londýně směňovali za valuty a takto získanou tvrdou měnu přiváželi zpět do Československa. Zásilky deklarované jako „bižutérie“ putovaly Evropou diplomatickou poštou (cestou) bez celních kontrol a do vlasti se tak kromě valut vracely ze zahraniční i cigarety, alkohol a další luxusní zboží. V rámci těchto činností vznikaly v rozporu s tehdy platnými zákony tajné fondy. Část prostředků byla využita ve prospěch komunistické strany, část pro aktivity tajné služby a zůstala na soukromých kontech aktérů těchto transakcí doma i v zahraničí.

### Židovští uprchlíci

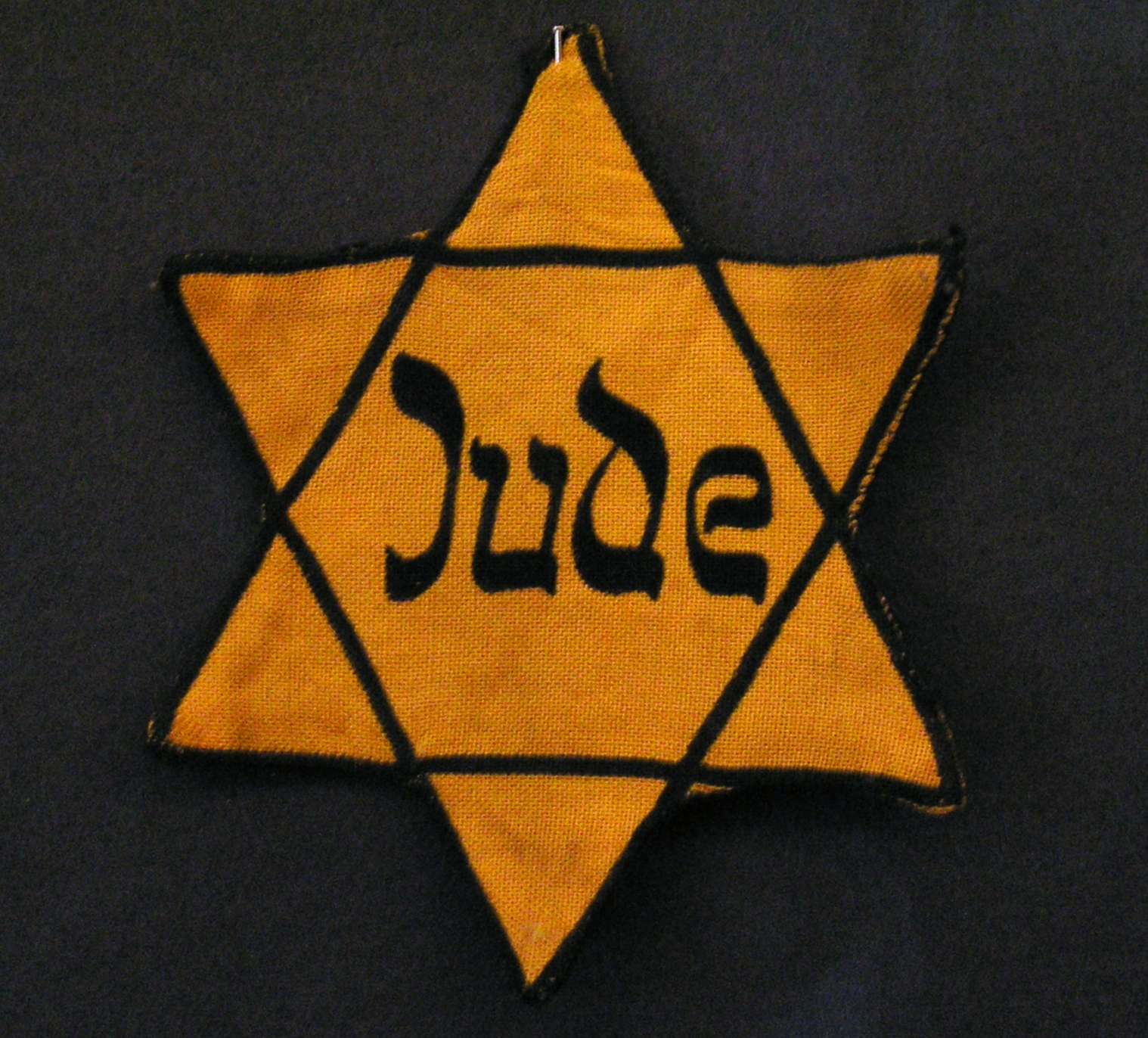
Davidova hvězda, kterou museli nosit Židé za druhé světové války viditelně našitou na svém oblečení (ilustrační foto)

V poválečném Československu působila humanitární organizace „The American Jewish Joint Distribution Committee“ (AJDC). Ta se zabývala pomocí těm, kteří přežili internaci v koncentračních táborech a také sponzorovala aktivity organizace „Bricha“, která podporovala migraci Židů do Palestiny (ta byla tehdy spravovaná Brity). Vedoucí pražské pobočky AJDC Gaynor Jacobson disponoval značnými finančními částkami a vyplácel Tomanovi dohodnutou částku za každého židovského uprchlíka, který „prošel“ Československem.
Od léta roku 1946 do konce roku 1947 „prošlo“ československým územím asi 200 tisíc uprchlíků z Polska a SSSR. Utíkali před protižidovskými náladami vrcholícími pogromem v Kielcích, kde v červenci roku 1946 Poláci ubili skoro 40 Židů, včetně deseti žen a šestitýdenního dítěte. Tímto zištným způsobem pomáhal Toman americkým organizacím „AJDC“ a „Bricha“ v přepravě tisíců polských, maďarských, rumunských, českých, slovenských, ukrajinských a baltských Židů přes Československo do D.P. uprchlických táborů v Německu, Rakousku a v Itálii. V těchto zemích bylo na konci druhé světové války okolo 60 tisíc Židů. Oficiálně Toman uvedl, že pomohl asi 250 tisícům Židům dostat se do bezpečí. V roce 1948 jejich počet dosáhl zhruba 300 tisíc.
Uprchlíci přecházeli většinou přes Náchod. Projížděli v uzavřených vlacích do západních okupačních zón v Německu a Rakousku a odtud pak pokračovali přes Itálii do Palestiny. Zpočátku se jednalo jen o pár set osob denně, ale po událostech v Kielcích se jejich počet navýšil až na dvanáct tisíc osob denně. Tento způsob „přesunu osob“ vzbuzoval nevoli velmocí. Protestovali proti němu nejen Britové, ale i americký velvyslanec v Praze. Nejvíce se ale „zajídal“ Sovětskému svazu, protože odcházející osoby považoval za své občany. Na tyto skutečnosti reagoval Toman tím, že „pro jistotu“ hranice několikrát uzavřel a za jejich opětné „otevření“ požadoval zvýšené částky „tranzitních poplatků“. Je pravděpodobné, že z těchto peněz financoval Toman výstavbu své výzvědné služby, část jich také odevzdával do pokladny ÚV KSČ a kromě toho si menší díl ponechával pro své vlastní potřeby.

### Zbraně pro Palestinu

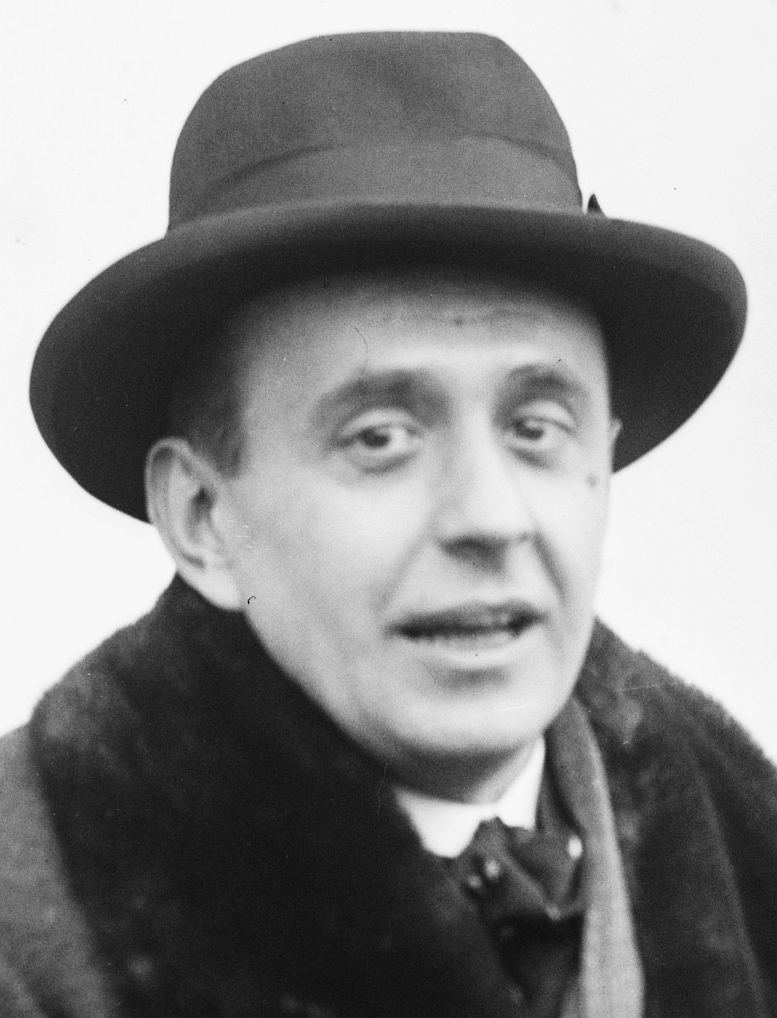
Jan Masaryk (ilustrační foto)

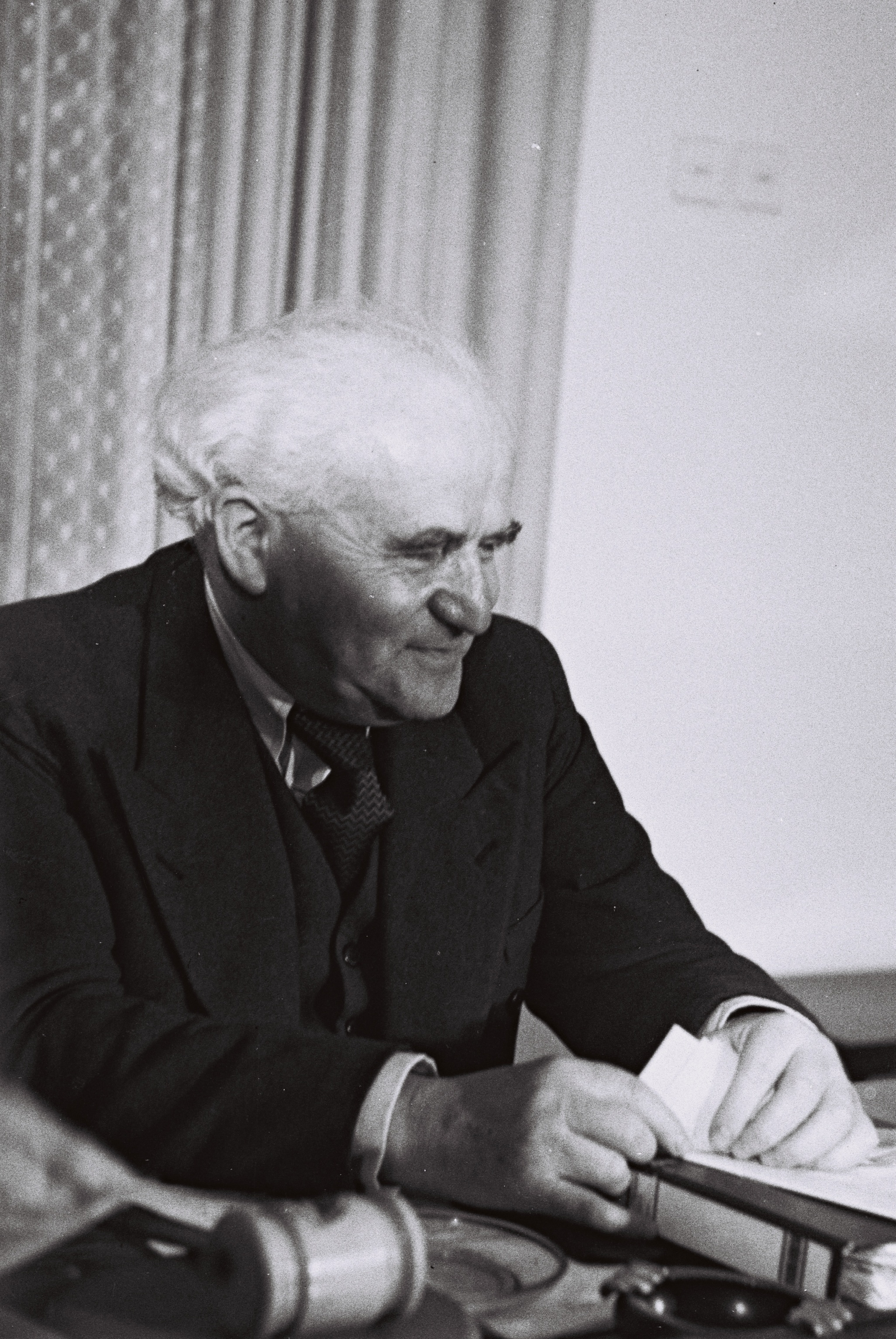
David Ben Gurion (1949) (ilustrační foto)

V roce 1947 zahájil Toman aktivity v dodávkách zbraní pro nově se formující židovský stát. Přebytky tuzemského naplno fungujícího zbrojařského průmyslu jakož i ukořistěné zbraně a munice po německé armádě našly uplatnění v Palestině, která tento artikl naléhavě potřebovala. Tyto československé dodávky zbraní do Palestiny ovšem implikovaly přímý konflikt s Brity. Dodávky měly podporu československé vlády, KSČ peníze potřebovala a tehdejší ministr zahraničí Jan Masaryk byl Izraelcům nakloněn a smlouvy podepisoval. Oficiálně dodávky zbraní směřovaly do Afriky, ale cílovou zemí byl Izrael. Izraelský premiér David Ben Gurion později uvedl, že „bez československých zbraní by Stát Izrael nevznikl.“ S odstupem času Toman prezentoval aktivity spojené s dodávkami zbraní jako činnost, kterou prováděl ze svého vnitřního „přesvědčení“, ale o tom, že sloužily i k jeho osobnímu obohacení z pochopitelných důvodů strategicky pomlčel.

### Další Tomanovy aktivity
Kromě výše uvedených aktivit se Toman věnoval i nezákonným transakcím s říšskými markami a zlatem v americkém okupačním pásmu.
Toman také opakovaně vystupoval ve prospěch Mariana Kargula, který se věnoval podobnému typu aktivit, mimo jiné v Brazílii provozoval exportní firmu prodávající české zboží. Tento byl podezřelý z toho, že v Polsku provozoval židovský pracovní tábor. Kargul věnoval ve prospěch KSČ 500 tis. Kč a větší množství valut také samotnému Tomanovi.
Dokonce se objevilo tvrzení, že Toman prozradil své sestře Arance (Aurélii) Roznicuk jména několika svých agentů. Aurélie sdělila jejich jména svému muži – sionistickému aktivistovi dr. Imrichu Rosenbergovi, který žil v Belgii. Imrich Rosenberg následně informoval západní tajné služby.

### Mračna se stahují

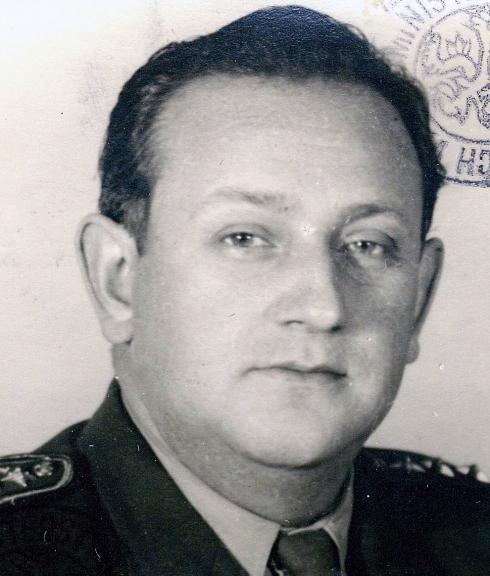
Bedřich Reicin (před rokem 1951) (ilustrační foto)

Od poloviny roku 1947 ale Tomanovy výše popsané aktivity přestaly vyhovovat některým vlivným komunistickým funkcionářům. V boji o moc a vliv Toman nepatřil k žádnému stranickému křídlu a navíc se stále méně ochotně dělil s kýmkoliv o značné zisky, které mu z jeho aktivit plynuly. Navíc sovětští poradci v roce 1947 sdělili ministru vnitra Václavu Noskovi, že Toman ztrácí jejich důvěru. Zdůvodňovali to tím, že druhou světovou válku prožil v Londýně, což vzbuzovalo podezření na to, že by Toman mohl být „agentem cizí mocnosti“. Tomanův vliv a moc nebyly „po chuti“ ani náčelníkovi vojenské kontrarozvědky OBZ Bedřichu Reicinovi a ani jeho zástupci Karlu Vašovi, kteří v Tomanovi mohli vidět potenciálního konkurenta ve hře o vysoká vládní křesla.
Agent NKVD, důstojník vojenské zpravodajské služby OBZ, soudce a prokurátor vykonstruovaných soudních procesů Karel Vaš osobně dohlížel na sepsání dopisu. Ten byl datován ke dni 22. prosince 1947, určen byl do rukou generálního tajemníka ÚV KSČ Rudolfa Slánského a popisoval Tomanovy „londýnské obchody“. Rudolf Slánský přestal držet ochrannou ruku nad Tomanem a 12. ledna 1948 byl na Tomana vydán zatykač. Ještě před tím, než byl oficiálně zatčen, byl koncem února 1948 poslán Václavem Noskem na nucenou „zdravotní dovolenou“, kterou měl strávit mimo Prahu. Nějaký čas byl držen v jakémsi domácím vězení, byl odříznut od jakéhokoli kontaktu s rodinou nebo přáteli. Tomanova manželka Pesla se šla informovat k Tomanovu šéfovi – ministru vnitra Václavu Noskovi. Bylo jí řečeno, že se nemá čeho obávat.

### Temná strana vlivu

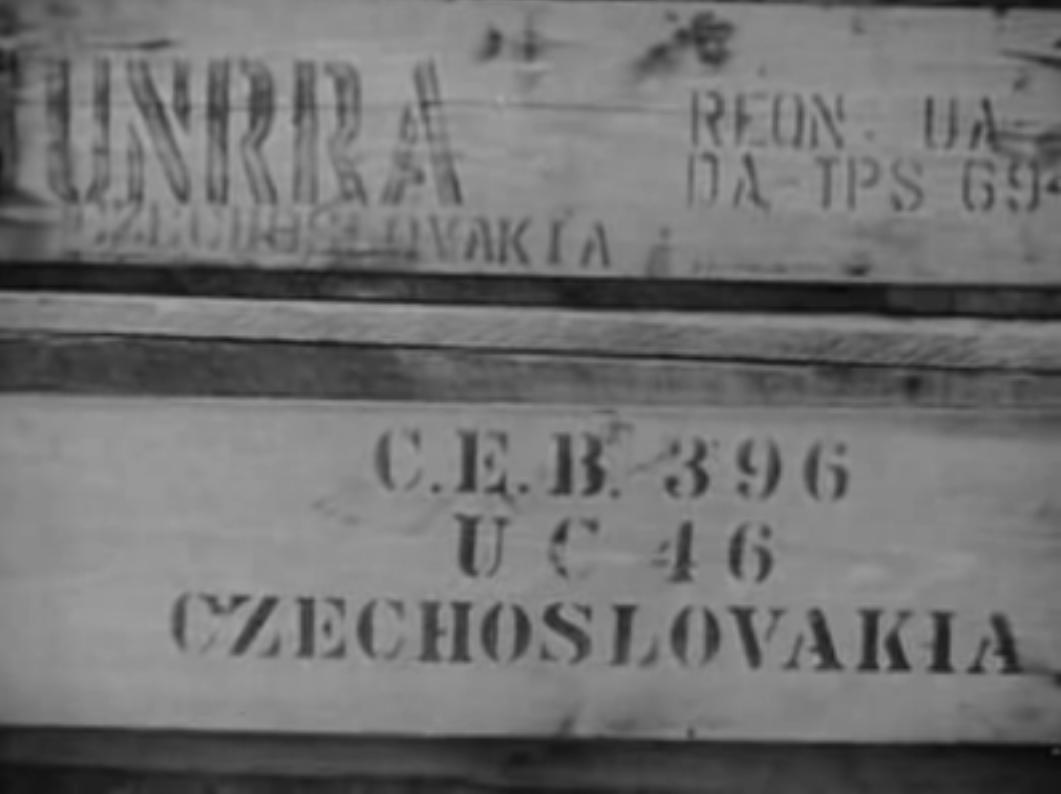
Poválečná pomoc Československu UNRRA (ilustrační foto)

Sekční šéf rozvědky ministerstva vnitra Zdeněk Toman byl další obětí sovětské čistky, při níž byla odstraňována všechna ohniska možného odporu vůči komunistickému režimu v Československu. Jeho vliv byl příliš silný na to, aby mohl zůstat déle u moci. Byl příliš napojen na západní instituce, jakými byli UNRRA (United Nations Relief and Rehabilitation Administration – Správa Spojených národů pro pomoc a obnovu) a AJDC (The American Jewish Joint Distribution Committee). Byl sice komunistou, ale byl potenciálně nebezpečný hlavně tím, že věděl příliš mnoho o příliš velkém počtu mocných lidí. Stýkal se s britskými a americkými velvyslanci, kteří nelibě nesli a dokonce otevřeně protestovali proti tomu, že se na 250 000 východoevropských Židů mohlo ze svých dočasných domovů transferovat přes Československo do D.P. táborů. Toman věděl, kteří mocní měli prospěch z transakcí na černém trhu, které sám organizoval v rámci získávání peněz pro Československou komunistickou stranu a pro některé jiné subjekty. Někteří z těchto mocných měli ve svých domovech drahé koberce, které poskytl Toman, jiní od něj získali šperky pro své ženy, nemluvě o whisky a o doutnících, které byly pro obyvatele tehdejšího Československa více než úzkoprofilové.

### Zatčení
Speciální komando Československé státní tajné policie (StB) zatklo Tomana v Praze ráno 27. dubna 1948. Zásah zdůvodnil pracovníkům rozvědky velitel StB podplukovník Jindřich Veselý tím, že byly při domovní prohlídce v bytě u manželů Tomanových nalezeny dva vzácné obrazy, spousta perských koberců, zlato a další cennosti. Tou dobou byl Toman již otcem asi půlročního syna Ivana, který se narodil manželům Tomanovým v říjnu roku 1947. Zdeněk Toman byl obviněn ze spekulací s valutami na černém trhu za účelem vlastního obohacení a bylo mu řečeno, že má očekávat trest smrti. Toman procházel tvrdými výslechy, ale od samého počátku s vyšetřovateli nespolupracoval a dokonce hrozil sebevraždou. Během věznění na pražském Karlově náměstí proběhla doma u Tomanů razie.

### Pesla

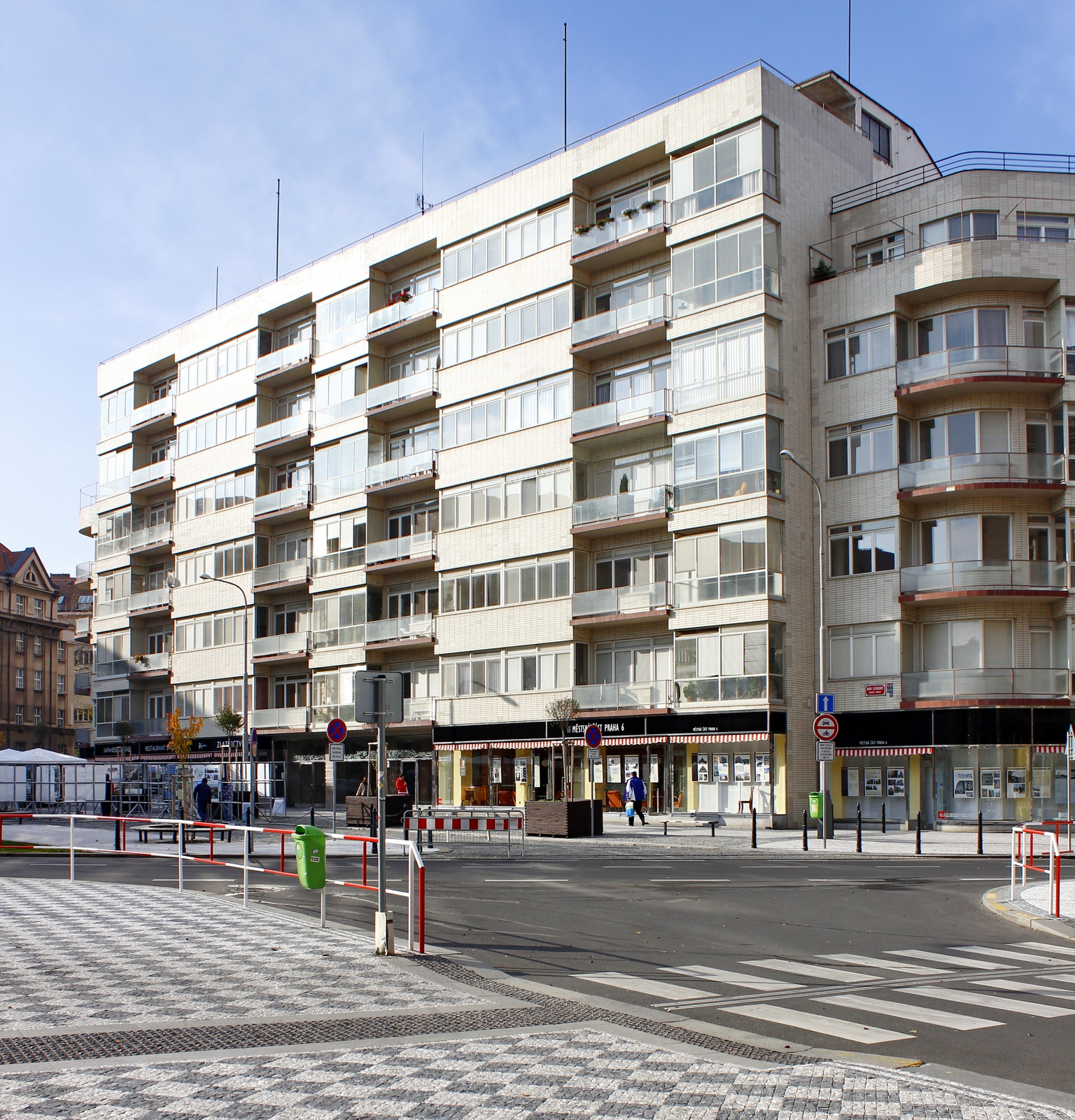
Skleněný palác v Praze-Bubenči (ilustrační foto)

Tomanova manželka Pesla (Pavla Tomanová) pracovala jako lékárnice v jedné pražské nemocnici. Po Tomanově zatčení v dubnu 1948 byla rovněž vyslýchána státní bezpečností. Náhlou změnu situace neunesla a dne 8. května 1948 ukončila svůj život sebevražedným skokem z pavlače ze čtvrtého patra domu číslo 728/2 na Dürichově náměstí v Praze, kde Tomanovi bydleli. Pesla byla obuta do bot na vysokých podpatcích, v rukou svírala kabelku, která obsahovala zapečetěný dopis na rozloučenou. Ten byl adresován řídícímu důstojníkovi StB podplukovníku Jindřichu Veselému (na Ministerstvo vnitra) a mimo jiné obsahoval i následující věty (nebo spíše instrukce či poslední přání): „Vím, jak velice si Tvoje žena přála mít dítě. Jsi dobrý komunista, vychováš z něho dobrého komunistu. Odchází se mi těžko. V době, kdy se tvoří typ nového člověka, radujícího se z práce, ze života. A věřím pevně, že z Ivana uděláte takového člověka. Vyřiďte mému muži, že jsem s ním byla do poslední chvíle.“ Existuje domněnka, že Pavla Tomanová nespáchala sebevraždu, ale že byla nejspíše zabita, aby tak bylo demonstrováno Tomanovi, že je lépe spolupracovat s úřady, které připravovaly politické procesy, jež byly obdobou nechvalně proslulých stalinských kauz. Na příkaz policie bylo její tělo zpopelněno. V té době osmiměsíční syn manželů Tomanových – Ivan – zmizel a Toman ani nikdo z jeho příbuzných se s ním již nikdy nesetkal.

### Útěk za hranice
Během věznění ve vyšetřovací vazbě, kdy čekal na soudní proces, se (i přes přísný zákaz) Toman záhy dozvěděl o tragickém skonu své manželky Pesly. V červenci 1948 měl být Toman převezen z malé věznice O–StB v justičním paláci na Karlově náměstí do přísněji střežené pankrácké věznice. Ještě před tímto přesunem naplánoval a provedl svůj útěk. Využil toho, že v justičním paláci panoval poměrně „volný“ režim. Pokud měli strážci dobrou náladu, dovolovali vězněným, aby si zatelefonovali domů nebo přátelům. (Toman při těchto hovorech hovořil obvykle anglicky, aby muži v uniformě nerozuměli.) Tomanovi se podařilo přemluvit jednoho strážmistra Sboru národní bezpečnosti (SNB), aby odnesl dopis Tomanovu příteli. Dopis obsahoval žádost o pomoc při útěku. Dne 22. června 1948 byl Toman strážným určen k mytí záchodů. Strážný jej na záchodě zamkl a šel si po svých. Toman byl sice vysokého vzrůstu, ale postavil si dva kbelíky pod nezadrátované okénko na toaletě, prolezl jím a seskočil do chodby soudu. Civilní šaty měl na sobě, a proto klidně z budovy odešel. (Ještě letmo zasalutoval uniformovanému členu SNB, aby tím naznačil, že k „nim“ patří.) Otevřené okénko bylo to jediné, co našel strážný na toaletě místo Tomana, ještě před tím, než vyhlásil poplach. Prohlídky na výjezdech z Prahy ani celostátní pátrání a zpřísněné kontroly na hranicích nepřinesly úspěch. Jedenáct strážných (včetně velitele věznice na Karlově náměstí) bylo potrestáno, ale nejspíše někteří z nich byli podplaceni. Tomanovi pomáhali přátelé zvenčí (šest jich bylo zatčeno). Tomana ukryl jeho známý na chatě za Prahou. Po pár týdnech (18. července 1948) překročil Toman hranice u Chebu (přesněji v prostoru Cheb–Marktredwitz) směrem do západního Německa (do Bavorska), po jedné z tajných stezek, kterou užívali i jeho agenti. Úspěch Tomanova útěku objasnil tajemník Svazu přátel SSSR Jan Kác v písemném hlášení generálnímu tajemníku ÚV KSČ Rudolfu Slánskému: „… polovina ministerstva vnitra, která s Tomanem spolupracovala, měla zájem na tom, aby zmizel, a proto pátrání sabotovala…“.

### Toman na Západě
Na Západě začal Toman spolupracovat s americkou vojenskou kontrašpionáží CIC. Využíval i skutečnosti, že na něj v cizině byla psána nejedna nemovitost, kterou používali jeho agenti. Podle jedné zprávy Toman prozradil svou zpravodajskou síť v Bavorsku Američanům, kteří ji následně zlikvidovali. Zřejmě se Toman zmínil i o česko–francouzském komunistovi Arturu Londonovi. O něm se tou dobou rozepsaly západní noviny jako o „agentu Informbyra“. Důsledkem jeho prozrazení byl i francouzskými úřady uvalený zákaz návratu tohoto muže do Paříže z jeho ozdravného pobytu ve Švýcarsku. OBZ zvažovala fyzickou likvidaci Tomana v Německu.

### 1949 až 1950
Dne 23. června 1949 byl Toman v Československu odsouzen v nepřítomnosti (za pašování „bižuterie“ a za účast na propuštění Mariana Kargula z vězení) komunistickou soudní mocí k trestu smrti a ke ztrátě veškerého majetku. Jeho odvolání k Nejvyššímu soudu ČR bylo zamítnuto (s odůvodněním, že uložený trest je přiměřený) 3. dubna 1950. V Československu Toman zanechal svého syna Ivana Tomana a svoji sestru Magdalenu (Lenku Tomanovou). Toman se o osud svého syna zajímal i na dálku z ciziny, ale bezvýsledně. Tomanova sestra Aranka (Aurelie) Roznicuk (Goldberger) se o osud svého synovce Ivana Tomana zajímala také. Po útěku Tomana z vězení na Karlově náměstí byla brutálně vyslýchána a nakonec odsouzena k patnácti letům odnětí svobody za velezradu. Po odpykání trestu se Aurélie dostala na svobodu počátkem šedesátých let dvacátého století a brzy odcestovala za svojí sestrou Magdalenou do Ameriky. Její dotazy na synovce, které zpoza Velké louže učinila, vyzněly „naprázdno“. Toman sám nikdy ve smrt svého syna Ivana neuvěřil a nikdy nenavštívil jeho hrob na motolském hřbitově. V poslední vůli synovi věnoval obnos deset tisíc dolarů.

### Ve Venezuele

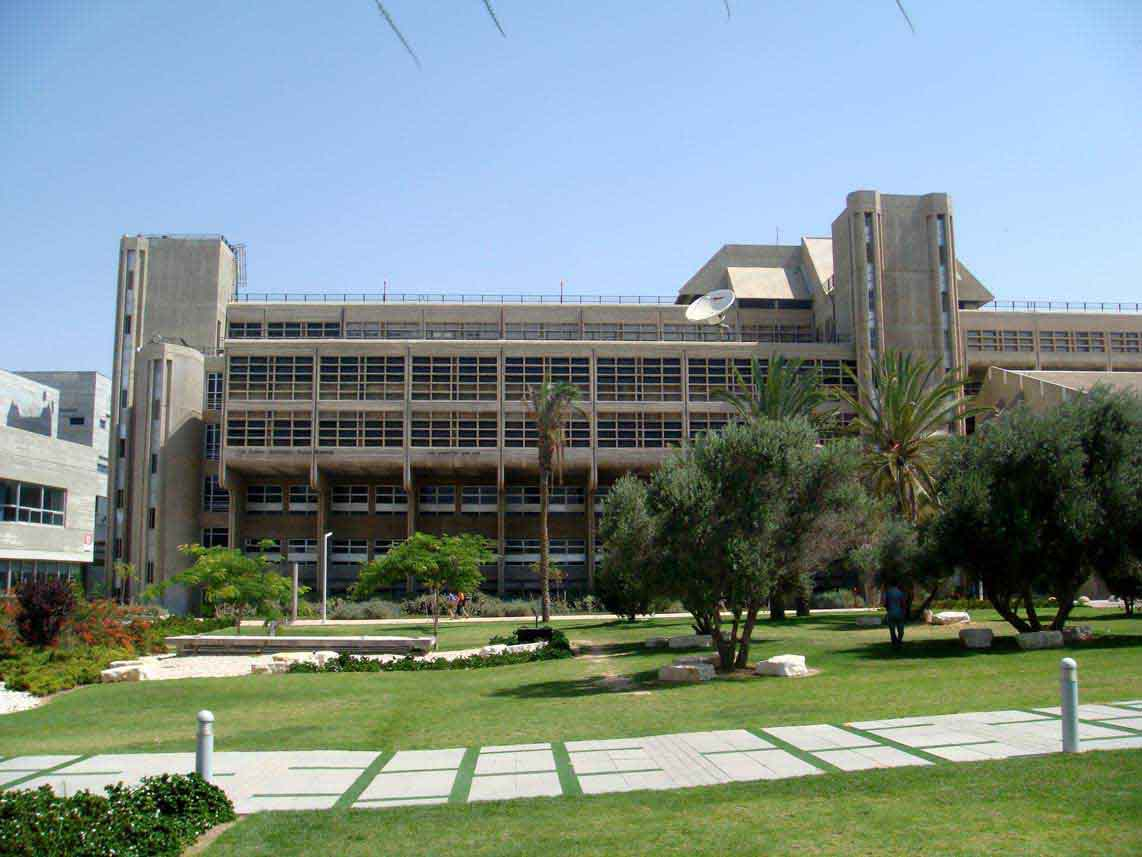
Ben Gurionova univerzita v Negevu (ilustrační foto)

Po krátkém pobytu v Německu a v Paříži se Toman přesunul do Londýna a později za svými příbuznými do Venezuely. Tady obchodoval se stroji v rodinném závodě „Gexim“, který založil jeho bratr Ármin Goldberger. Ve Venezuele Toman získal velké jmění a opět si začal říkat Zoltan Toman (Thoman). Různým kulturním a vzdělávacím institucím v Izraeli posílal velké finanční příspěvky a dary. Na izraelské Ben Gurionově univerzitě v Beer Ševě získal čestný doktorát. (Této univerzitě odkázal pět milionů amerických dolarů, které byly použity na stavbu budovy.) Za charitativní aktivity obdržel Toman několik ocenění, a to jak v Izraeli, tak i v USA. Ve Venezuele se Toman podruhé oženil s Marií Marinadi.
O osudu svého syna Ivana se Toman dozvěděl počátkem 90. let dvacátého století díky Úřadu pro dokumentaci a vyšetřování činnosti StB. Po Sametové revoluci (po roce 1989) v Československu byl Toman oficiálně rehabilitován. (Trest smrti mu byl změněn na jeden rok zbytkového trestu a odvolací soud zprostil Tomana viny v plném rozsahu žaloby.) Do Československa se Toman nepodíval (obával se zatčení) ani v devadesátých letech, nejblíže Praze byl ve Vídni.
Zemřel 20. prosince 1997 v přímořském mexickém městě Cabo San Lucas, později byl pochován v městě Santa Barbara v Kalifornii. Nakonec byly jeho ostatky převezeny a pohřbeny ve Venezuele – v Caracasu. Většinu jeho majetku zdědila jeho druhá manželka Maria Toman (Marinadi) a její tři dcery. Část svého rozsáhlého majetku rozdal Toman ještě během svého života. Vzácné obrazy věnoval Izraelskému muzeu v Jeruzalémě a pět miliónů amerických dolarů nakonec (po soudních tahanicích s ovdovělou Maria Toman (Marinadi) připadlo Ben Gurionově univerzitě.

## Příbuzní Zdeňka Tomana

### Otec
David Goldberger (2. června 1880, Olaszliszka – 1944) vlastnil ve městě Sobrance obchod s potravinami, kde se také prodával alkohol. Byl nábožensky založen a pocházel z rodiny, která byla příbuzensky spjata s rabíny vyznávajícími chasidismus. David Goldberger se oženil s Rosalií Thoman a měli spolu celkem osm dětí. Během druhé světové války byl (v březnu 1944) David Goldberger Němci a Maďary deportován do užhorodského ghetta a odtud byl následně poslán (17. května 1944) do KT Osvětim, kde během holocaustu zahynul.

### Matka
Rosalie (Rosy) Goldberger (rozená Toman) (2. března 1880, Vojnatina – 1944) se 30. května 1903 provdala za Davida Goldbergera. Byla ortodoxního vyznání a nosila paruku. Spolu se svým manželem měli celkem osm dětí. Během druhé světové války byla (v březnu 1944) Němci a Maďary deportována do užhorodského ghetta a odtud byla následně poslána (17. května 1944) do KT Osvětim, kde během holocaustu zahynula.

### První manželka
Pesla (Pesia) Gutman (25. prosince 1912, Końskie, Svatokřížské vojvodství, Polsko – 8. května 1948, údajná sebevražda po uvěznění manžela Dr. Zdeňka Tomana), dcera Mendela Gutmana (Gutman; Gutmann; Guttman; Guttmann). Na Karlově univerzitě v Praze vystudovala farmakologii a zde se také seznámila se Zoltánem Tomanem za něhož se provdala dne 26. ledna 1935 v Lodži v Polsku. (Provdaná Toman, respektive Goldberger.) Později uprchli oba do Anglie, kde přečkali léta druhé světové války. V Anglii Pesla pracovala jako dobrovolnice pro Český červený kříž (ČČK). Do osvobozeného Československa se po skončení druhé světové války vrátili společně. Po zatčení manžela (27. dubna 1948) byla vyslýchána státní bezpečností. Skokem z okna (8. května 1948) na dvůr domu, kde Tomanovi bydleli, údajně spáchala sebevraždu. Její tělo bylo na příkaz policie zpopelněno. Její bratr Zvi Gutman přežil válku a dostal se do Izraele.

### Syn

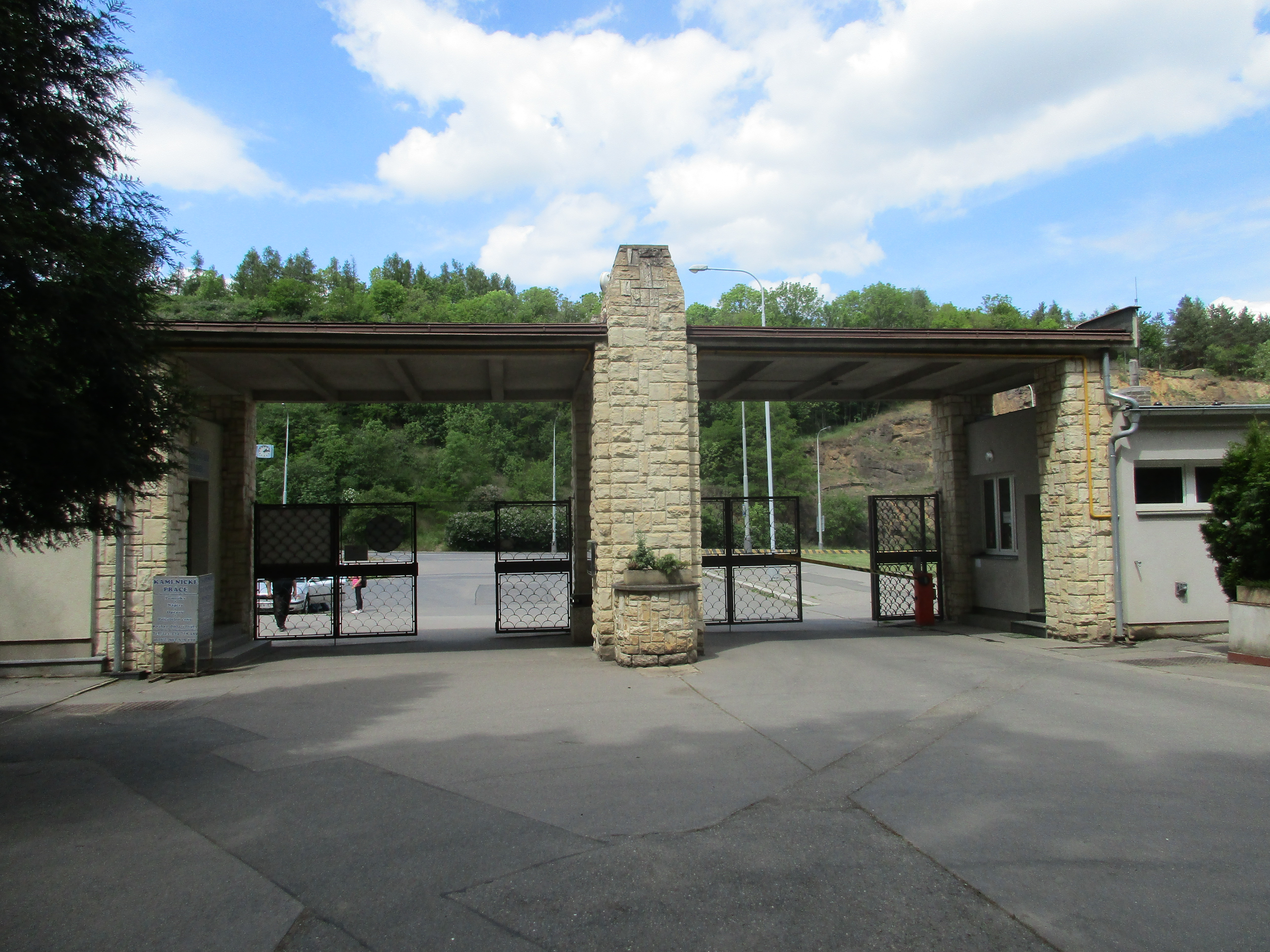
Motolský hřbitov (ilustrační foto)

Ivan Toman (4. října 1947, Praha – 7. března 1961, Praha) byl znám též jako „Michal Rohan“ (narozen 2. listopadu 1947 v Jihlavě). Po údajné sebevraždě své biologické matky Pesly (Pavly Tomanové) byl umístěn do státního útulku pro kojence v Praze Na Štvanici. Československá státní bezpečnost jej neustále přemisťovala na různá místa, dokud nezmizel příbuzným z dohledu. Úředně nebylo nikdy zjištěno nebo oznámeno místo jeho pobytu. Veškeré dotazy příbuzných byly buď ignorovány nebo záměrně odesílány na špatná místa. Československá státní tajná policie příležitostně zveřejňovala zavádějící zprávy o chlapci, ale nikdy se nepokusila vrátit dítě do rodiny nebo do normálního domova pro kojence. Nakonec Ivan Toman nalezl nový domov u manželů Jiřího a Ludmily (Lídy) Rohanových. Manželé Rohanovi byli prověření členové KSČ, Jiří Rohan byl řidičem u StB. Oficiální verze byla, že se jedná o sirotka nalezeného v polovině září 1948 na jedné z jihlavských ulic. Spolu s dítětem získali jeho adoptivní rodiče i finanční částku deset tisíc korun (a také většinu peněz, které Tomanovi zanechali v Československu na svých vkladních knížkách) od údajné matky, která v dopise tvrdila, že se hoch jmenuje Michal, že ona odchází na Západ a nemůže ho vzít s sebou. Ivan Toman získal (v rámci operace s krycím názvem „Ivan“) novou identitu jako Michal Rohan, který se podle rodného listu narodil 2. listopadu 1947. O jeho skutečné identitě věděl jen řídící důstojník StB Jindřich Veselý, příslušník StB kapitán Alois Samec  (pověřený Ivanovým „zmizením“; Ivan alias Michal vyrůstal společně se synem Aloise Samce) a ministr vnitra Václav Nosek. Své skutečné biologické rodiče Ivan Toman alias Michal Rohan nikdy nepoznal. Dne 7. března 1961 zemřel ve věku nedožitých čtrnácti let ve vojenské nemocnici v Praze po padesát dnů trvajícím bezvědomí (kómatu). Bezvědomí bylo způsobeno úrazem (zhmožděním mozku) v pražském parku Stromovka (nešťastnou náhodou spadl hlavou na kámen). Cizí zavinění nebylo prokázáno. Manželé Rohanovi uložili jeho zpopelněné ostatky na motolském hřbitově. (Urnový háj u motolského krematoria. Hrob číslo 288.)

### Druhá manželka
Maria Toman (Marinadi) (Maria Marinadi Toman) (??? – 2003). Z předchozího manželství měla tři dcery. V šedesátých letech dvacátého století se celá rodina přestěhovala do USA. Zemřela v roce 2003.

### Starší bratr
Ármin Goldberger (1903, Sobrance – 1998, Caracas, Venezuela). byl Tomanův starší bratr. Vychodil základní školu v Sobrance a střední školu v Užhorodě. Dále studoval elektrotechniku. Po absolvování vysokoškolských studií opustil Československo. Na jaře roku 1940 se přestěhoval do Venezuely. Celý svůj život pracoval jako inženýr. Ve Venezuele nejprve pracoval pro ministerstvo veřejných prací a později se stal nezávislým dodavatelem. Oženil se s Suze Eylenbur a měl s ní dvě děti (Tomáše, * 18. srpna 1940; a dceru žijící v Palo Alto v Kalifornii). Rodina Ármina Goldbergera žila v Caracasu a vlastnila průmyslovou společnost s názvem „Gexim“, která se v Caracasu zabývala průmyslovými stroji. Ármin Goldberger zemřel v roce 1998 ve Venezuele. Jeho syn Tomáš Goldberger se oženil s Cecilií a žijí spolu v Miami v USA.

### Druhý starší bratr
Bernát Jenő (Jeno) (Baruch) Goldberger (1906, Sobrance – 1944) byl Tomanův druhý starší bratr. Oženil se s Ellou Grunfeld. Během druhé světové války se stopy po něm ztratily. Zřejmě byl naverbován do maďarských praporů práce a zde jeho stopa končí. Baruch Goldberger se oženil s Ellou Braunfeld, narozenou 1914 v Sobrance. Během druhé světové války byla Ella (v březnu 1944) Němci a Maďary deportována do užhorodského ghetta a odtud byla následně poslána (17. května 1944) do KT Osvětim, kde během holocaustu zahynula.

### Sestry
Kromě dvou bratrů (Ármina a Barucha) měl Toman ještě celkem pět sester: Tři z nich zahynuly ke konci druhé světové války v KT Osvětim.
- Bella Goldberger (???, Sobrance – 17. května 1944, KT Osvětim);[4]
- Klára Goldberger (???, Sobrance – 17. května 1944, KT Osvětim);[4]
- Erzsébet (Bözsi) Goldberger (Esther/Bossi)(???, Sobrance – 17. května 1944, KT Osvětim).[4]

Další dvě Tomanovy sestry:

### Magdalena Leibowitz – sestra
Magdalena (Magdolna/Lenka/Lenke) Leibowitz/Toman/Goldberger - (20. ledna 1913, Sobrance – 21. dubna 1999, USA) byla Tomanova sestra. Během druhé světové války byla poslána do Německa k Fanny Thomann – sestře její matky. V říjnu 1943 byla zatčena a spolu se svojí tetou poslána do KT Ravensbrück. Prošla několik táborů, až skončila v KT Bergen Belsen, kde se dočkala osvobození britskou armádou. Její zdravotní stav si vyžádal hospitalizaci ve švédské nemocnici, kde se zotavila a následně se vrátila do Prahy, kde žil její bratr Zdeněk Toman. V Praze se také setkala se svojí sestrou Arankou. Změnila si jméno na Lenka Tomanová a vdala se za Simona Leibovitze. V roce 1949 se jí podařilo s manželem opustit Československo a dostat se do Caracasu ve Venezuele za svým bratrem Árminem Goldbergerem. Žili ve Venezuele, kde získali v roce 1952 občanství. Dne 24. dubna 1966 přesídlili z Maiquetia (Venezuela) do USA do New Yorku. Zemřela 21. dubna 1999 a je pohřbena v Santa Barbara, Kalifornie.

### Aranka Roznicuk – sestra
Aranka (Aurelie) Roznicuk/Goldberger - (4. dubna 1918, Sobrance – 21. dubna 1999, Venezuela) byla Tomanova sestra. Po skončení místní školy absolvovala komerční kurz v Užhorodu. Pracovala v místním obchodě a následně se dostala do Užhorodu a později do Budapešti. V Budapešti byla zatčena a odeslána do koncentračního tábora Sipa Riga a do tábora Bocce (Backa) v blízkosti jugoslávské hranice. Odtud byla (9. srpna 1944) s ostatními vězni transportována do KT Stutthof blízko polského přístavního města Gdaňsk. Tábor byl brzy evakuován (blížila se Rudá armáda) a následoval pochod smrti. Aranka byla osvobozena ruskou armádou ve východním Prusku a zamířila do Varšavy a potom do Sobranců, kde však nenalezla žádné přeživší členy rodiny. Nakonec se přestěhovala do Užhorodu, kde ji našel její bratr Zdeněk Toman a odvezl ji do svého domova v Košicích a později do Prahy. Aranka pracovala v Praze pro Ministerstvo sociálních služeb. Setkala se s Imrem (Imrichem) Rosenbergem, úředníkem repatriační komise v rámci Ministerstva sociálního zabezpečení. Podle židovského práva se vzali 2. října 1945. Den poté, co byl zatčen Arančin bratr Zdeněk Toman, byla (28. dubna 1948) Aranka Rosenberg zatčena a byla vězněna až do soudu 23. června 1949. Byla obviněna z nedovoleného obchodování s cizí měnou a z podvratné činnosti a byla odsouzena k patnácti letům vězení a těžkých nucených prací. Její odvolání (3. dubna 1950) bylo zamítnuto, propuštěna byla po odpykání třinácti let. Během věznění se s ní její manžel Imre Rosenberg v roce 1954 rozvedl (oženil se s psycholožkou Trudou Osterman v kanadské Ottawě). Aranka se odstěhovala do Venezuely za svými bratry. Později se vrátila do Československa a aktivně hledala (bez úspěchu) svého synovce Ivana Tomana. Žila ve Venezuele a opět se vdala. Spolu se svým manželem založila obchodní firmu „Eksa“, která prodávala drobnější výrobky Árminově firmě „Gexim“. Aranka zemřela 21. dubna 1999. Její manžel zemřel ve Venezuele a byl pohřben na židovském hřbitově.

### Švagr
Izák Rosenberg (Itzhak; Imrich; Imre) (17. května 1913, Nové Mesto nad Váhom na Slovensku – 1986). Jeho otec Samuel Moshe (známý jako Maurice) působil v nábytkářském průmyslu v Novém Městě. Měl dva syny: Imricha (Imre) a Abraháma (Avraham, známý jako Adulo). Imrich absolvoval základní a střední školu v Novém Městě. Byl aktivní v sionistickém studentském hnutí. Na bratislavské univerzitě vystudoval práva a v Československu pracoval na různých pozicích v organizaci „Maccabi Hatzair“. Jeho články vycházely v různých sionistických publikacích v Československu. Před druhou světovou válkou navštívil Palestinu. Ve studiu práv pokračoval v Haagu (v Holandsku), kde se specializoval na práva menšin. Druhou světovou válku prožil v Anglii, kde pracoval v československé exilové vládě, v níž zastupoval české židovské zájmy. Po skončení druhé světové války se vrátil do osvobozeného Československa a byl jmenován do repatriační komise. Později přešel na Ministerstvo zahraničních věcí. Jeho otevřené sionistické názory mu na těchto vládních pozicích působily problémy. Aktivně vystupoval jménem židovské komunity. Dne 2. října 1945 se v Praze oženil s Arankou Goldbergerovou, sestrou Zoltána Tomana. Opustil funkce ve vládním aparátu a začal působit v soukromém sektoru. Prošel několik firem a nakonec pracoval pro finanční společnost nazvanou „Joint and Co.“ V rámci tohoto podniku cestoval často do zahraničí. Jeho poslední cesta byla do Belgie. V době Vítězného února 1948 v Československu byl v Bruselu. Do vlasti, kde jej hledala policie, se již nevrátil a odcestoval do Londýna. Zůstal v Londýně, ale snažil se zjistit, co se stalo s jeho manželkou v Československu. Ta byla mezitím odsouzena k patnácti rokům věznění a nucených prací. Izák Rosenberg byl v nepřítomnosti odsouzen na doživotí k nuceným pracím a ztrátě veškerého majetku. Rozhodl se k odjezdu do Kanady, kam dorazil bez finančních prostředků a zprvu se protloukal všelijak. Později se začal zabývat realitami a nakonec se zapojil i do akademické sféry. V roce 1954, kdy byla jeho žena Aranka stále ještě v Československu v komunistickém vězení, se s ní rozvedl. Později se v Ottawě (Kanada) oženil s psycholožkou Trudou Osterman. Žili v Izraeli a pak se vrátili do Kanady. Zemřel v roce 1986.

## V kultuře
Zelig Goldberger alias Zdeněk Toman se stal hlavní postavou filmu (s názvem Toman) režiséra Ondřeje Trojana.